# Fisher Building
El Fisher Building es un rascacielos de estilo art déco localizado en 3011 West Grand Boulevard de Detroit, la ciudad más poblada de Míchigan (Estados Unidos). El edificio de 30 pisos fue completado en 1928. Es una de las principales obras del arquitecto Albert Kahn, que usó para su decoración piedra caliza, granito y varios tipos de mármol. La familia Fisher financió su construcción con el producto de la venta del Fisher Body a la General Motors. Esté diseñado para albergar oficina y tiendas. Es el 11° edificio más alto de la ciudad y el más alto por fuera del Distrito Financiero.

## Historia
Inicialmente el arquitecto Joseph Nathaniel French de Albert Kahn Associates planificó un complejo de tres edificios, con dos estructuras de 30 pisos que flanquean una torre de 60 pisos. Sin embargo, la Gran Depresión redujo el proyecto a una torre de 30 plantas.

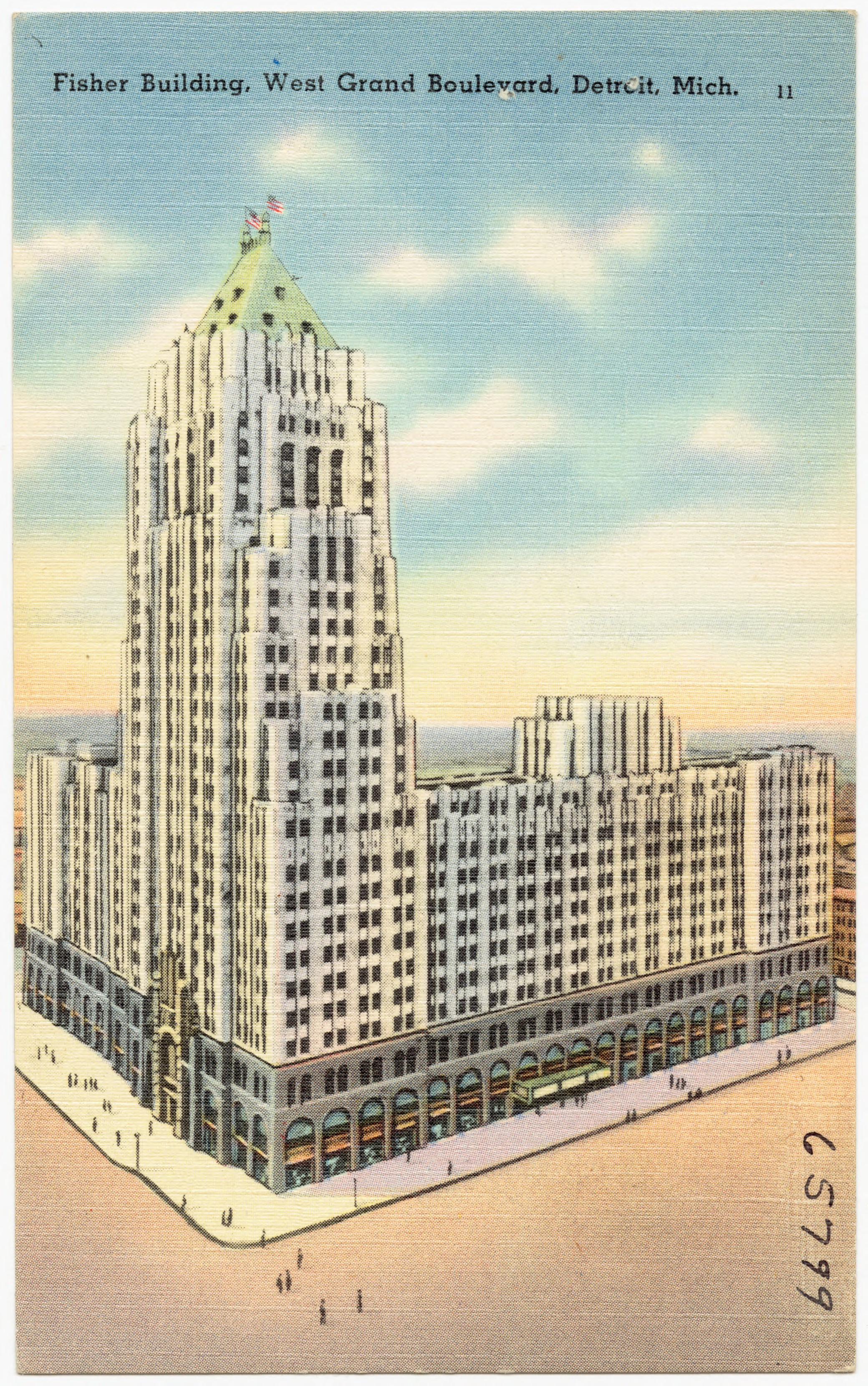
El Fisher Building en una tarjeta postal de los años 1930.

Los hermanos Fisher ubicaron el edificio frente al General Motors Building, ahora Cadillac Place, ya que General Motors había comprado recientemente la Fisher Body. Los dos edificios estimularon el desarrollo del New Center, una zona comercial unos 800 metros al norte del tradicional Distrito Financiero.
El techo inclinado del edificio estaba originalmente cubierto con tejas de pan de oro, pero durante la Segunda Guerra Mundial estas fueron cubiertas con asfalto pues se temía que la superficie reflectante podía atraer bombarderos enemigos.
Después de la guerra, el asfalto no se pudo quitar de las baldosas de oro sin dañarlas, por lo que se reemplazaron con baldosas verdes. Desde la década de 1980, estos azulejos se han iluminado por la noche con luces de colores para darles una apariencia dorada. En el Día de San Patricio, las luces se cambian a verde y, en los últimos años, para celebrar los playoffs de la NHL, la torre se ilumina con luces rojas en honor a los Detroit Red Wings.
En 1974, Tri-Star Development compró el edificio Fisher y el contiguo Albert Kahn Building por unos 20 millones de dólares. En 1980 fue inscrito en el Registro Nacional de Lugares Históricos.

### sigloXX
En 2001, FK Acquisition LLC, una empresa de bienes raíces con sede en Southfield, compró los dos edificios de TrizecHahn Corporation por 31 millones de dólares. FK Acquisition LLC perdió los edificios ante su prestamista en 2015. En 2002, las Escuelas Públicas de Detroit (DPS) pagaron 24,1 millones de dólares por cinco pisos para sus oficinas administrativas. Citaron el alto costo de las renovaciones necesarias en el Maccabees Building, la sede anterior, para cumplir con los códigos de construcción y seguridad.
En julio de 2015, el promotor Redico LLC, con sede en Southfield, en asociación con HFZ Capital Group de Nueva York y Peter Cummings de The Platform, una compañía de desarrollo con sede en Detroit, compraron el Fisher y el adyacente Albert Kahn Building, más 2000 parqueaderos en dos edificios de estacionamiento y tres lotes de superficie en New Center por solo 12,2 millones de dólares en una subasta. 

## Arquitectura
El Fisher se eleva 30 pisos, mide 130 m de altura y tiene 21 ascensores. Albert Kahn and Associates diseñó el edificio con Joseph Nathaniel French como arquitecto jefe.
French se inspiró en el diseño de la Tribune Tower de Eliel Saarinen de 1922, visto en el énfasis en la verticalidad y las historias superiores retrocedidas. El edificio es diferente a cualquier otra producción de Albert Kahn. Se le ha llamado "el objeto de arte más grande de Detroit". En 1929, la Liga de Arquitectura de Nueva York honró al Edificio Fisher con una medalla de plata en arquitectura.
La ornamentada bóveda de cañón de tres pisos del vestíbulo está construido con cuarenta tipos diferentes de mármol, decorado por el artista húngaro Géza Maróti, y es muy apreciado por los arquitectos. Las esculturas en el exterior del edificio fueron suministradas por varios escultores, incluidos Maróti, Corrado Parducci, Anthony De Lorenzo y Ulysses Ricci.

## Galería

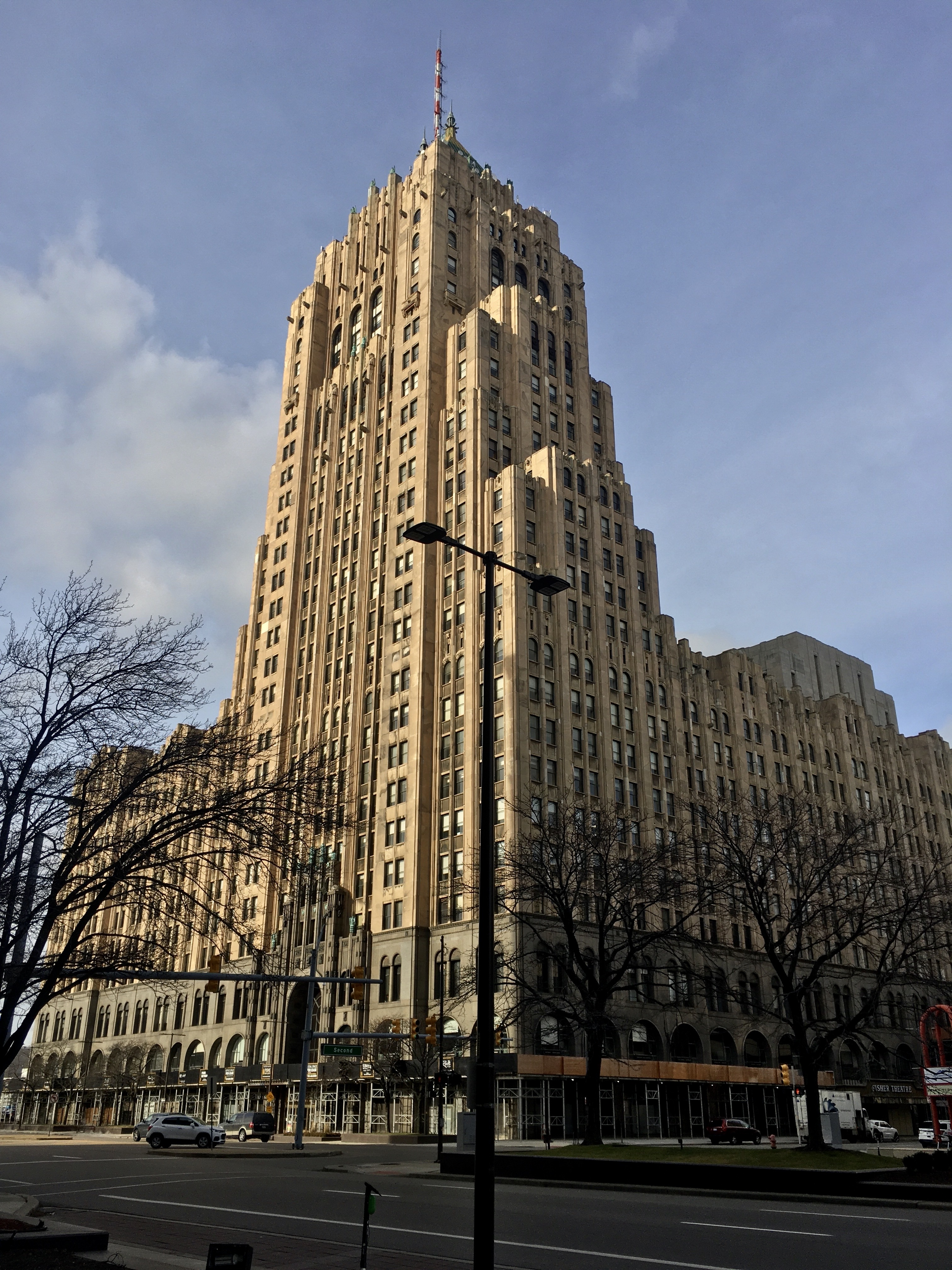
Vista desde el Grand Boulevard
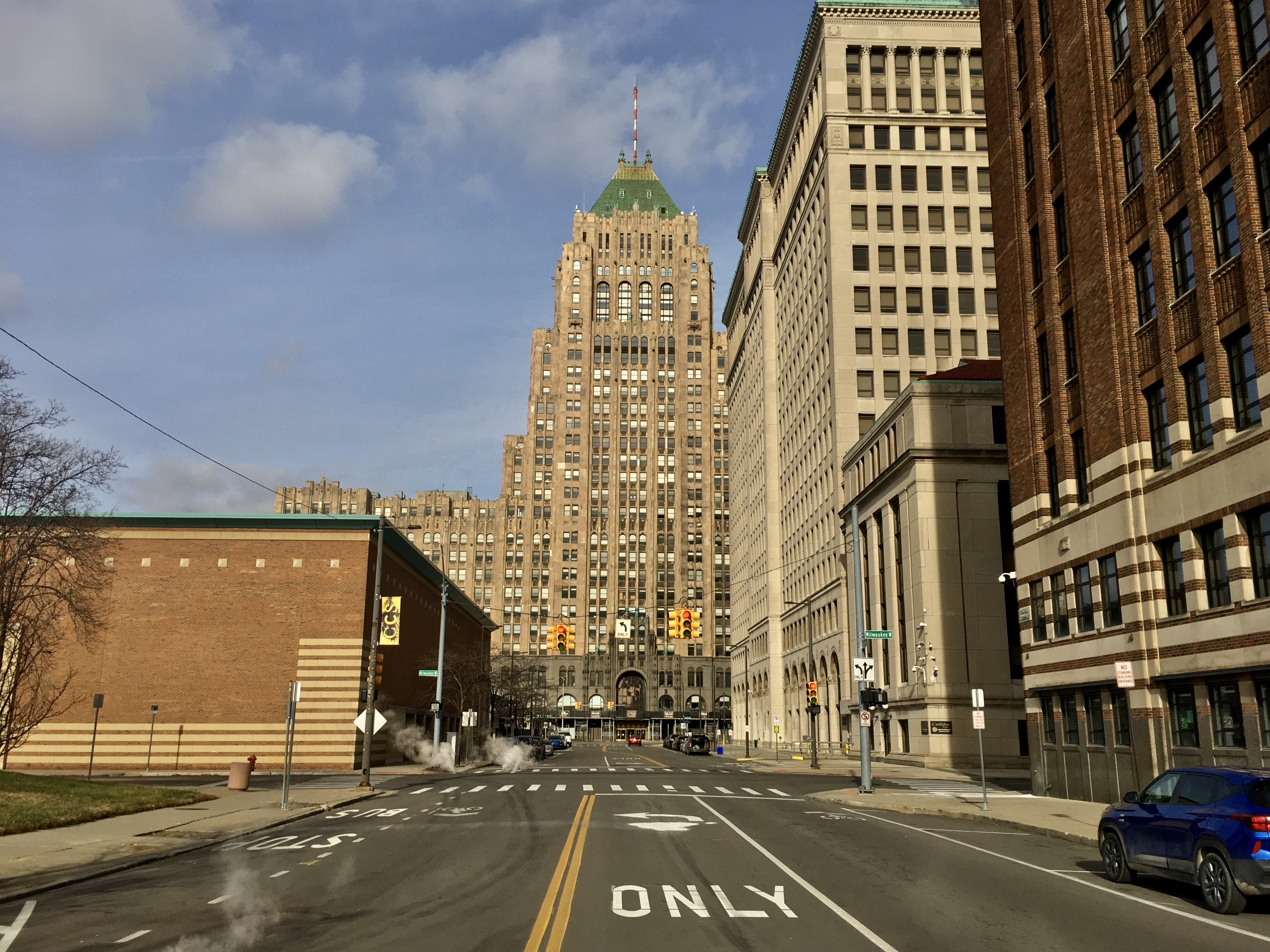
El edificio desde la 2nd Avenue
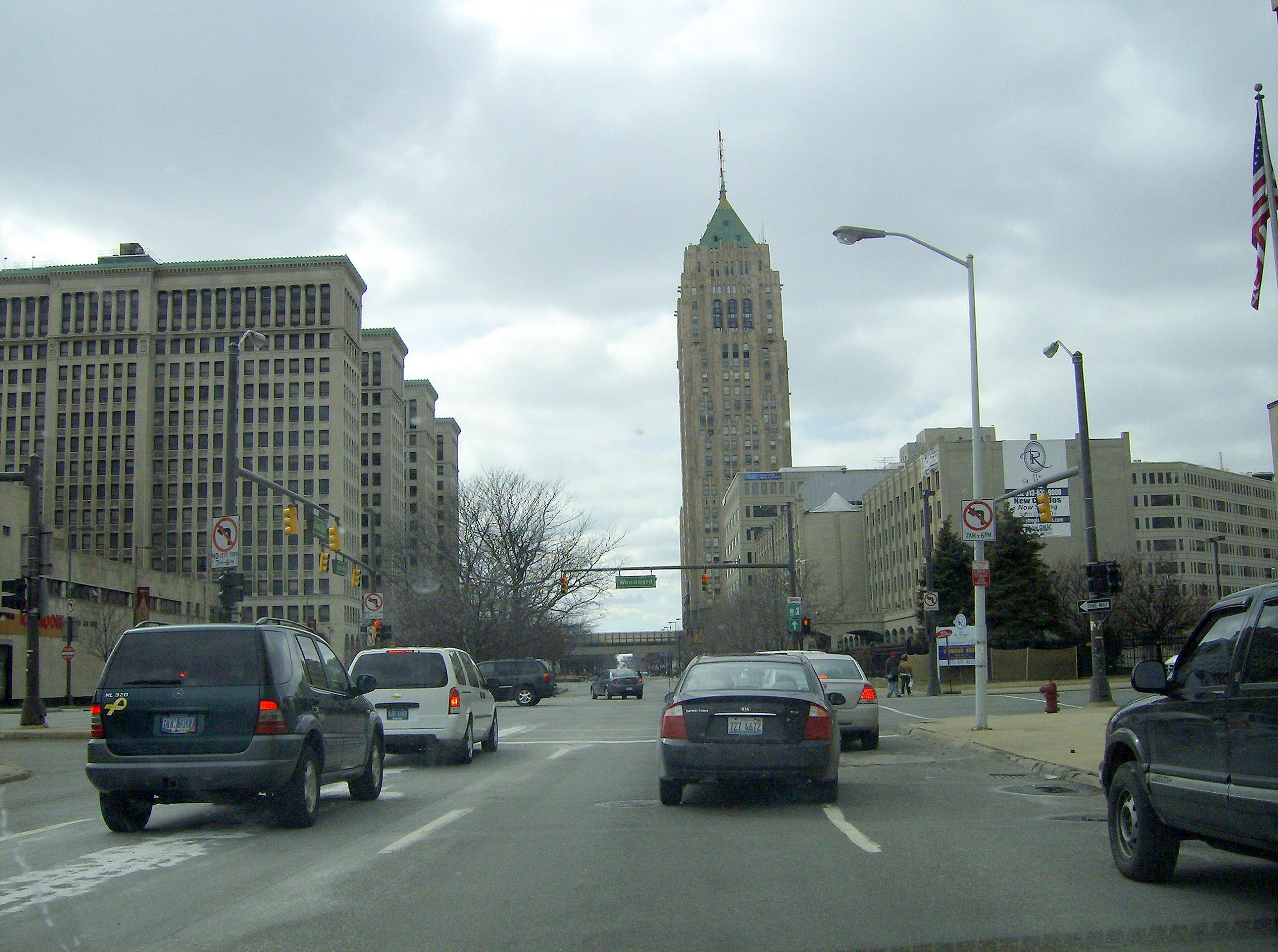
El Fischer Building y el Cadillac Place
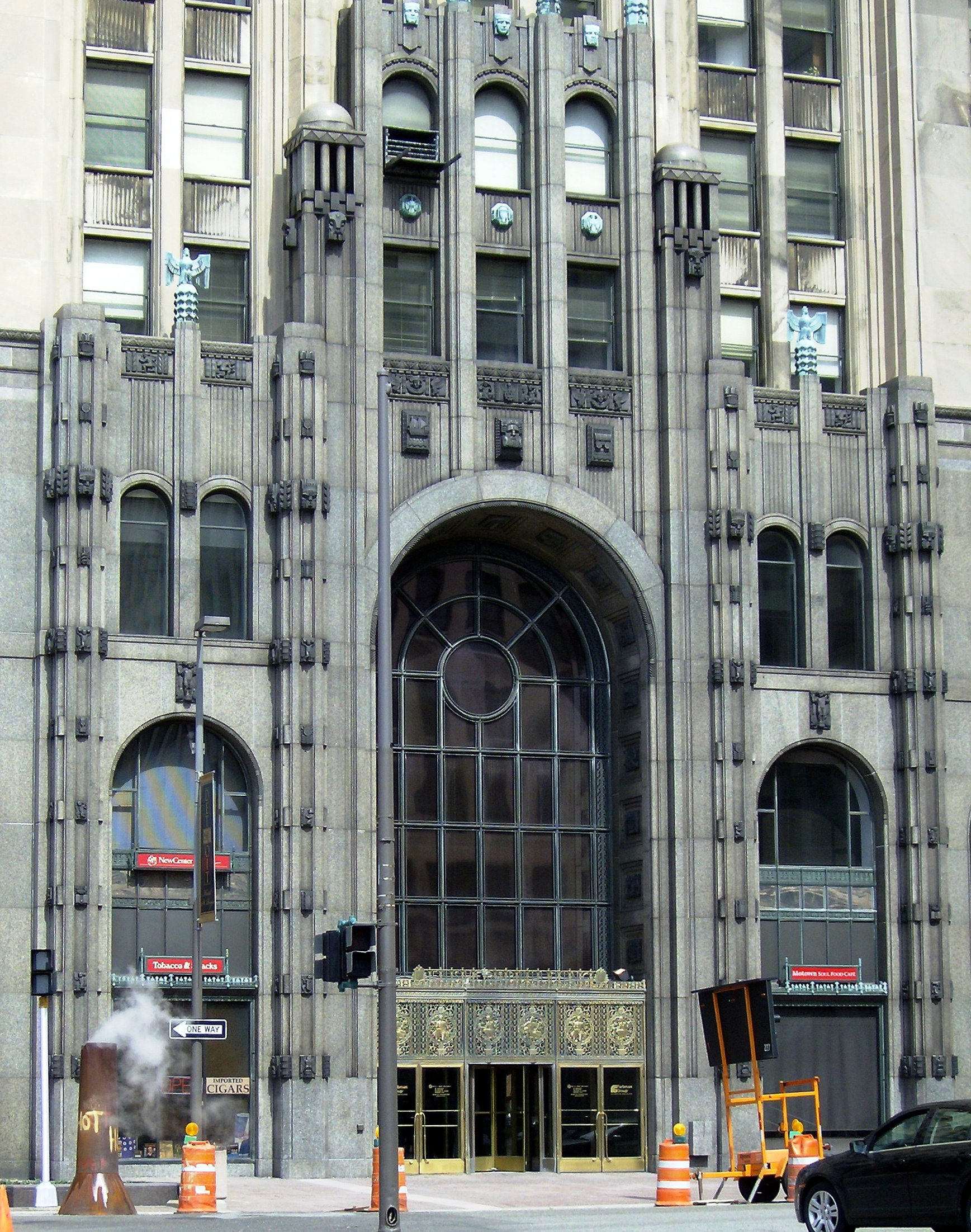
Esculturas en la entrada
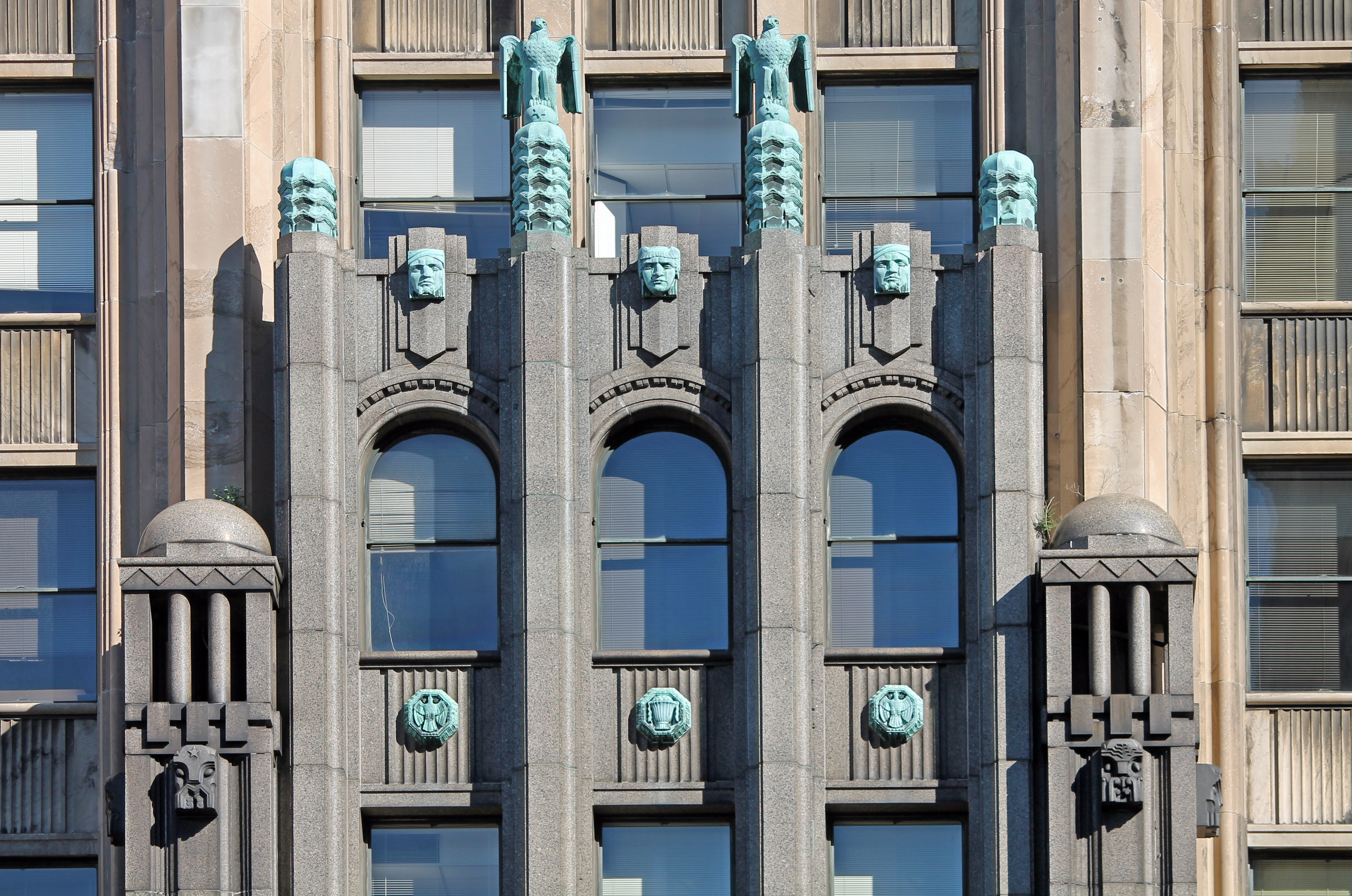
Detalles de la fachada
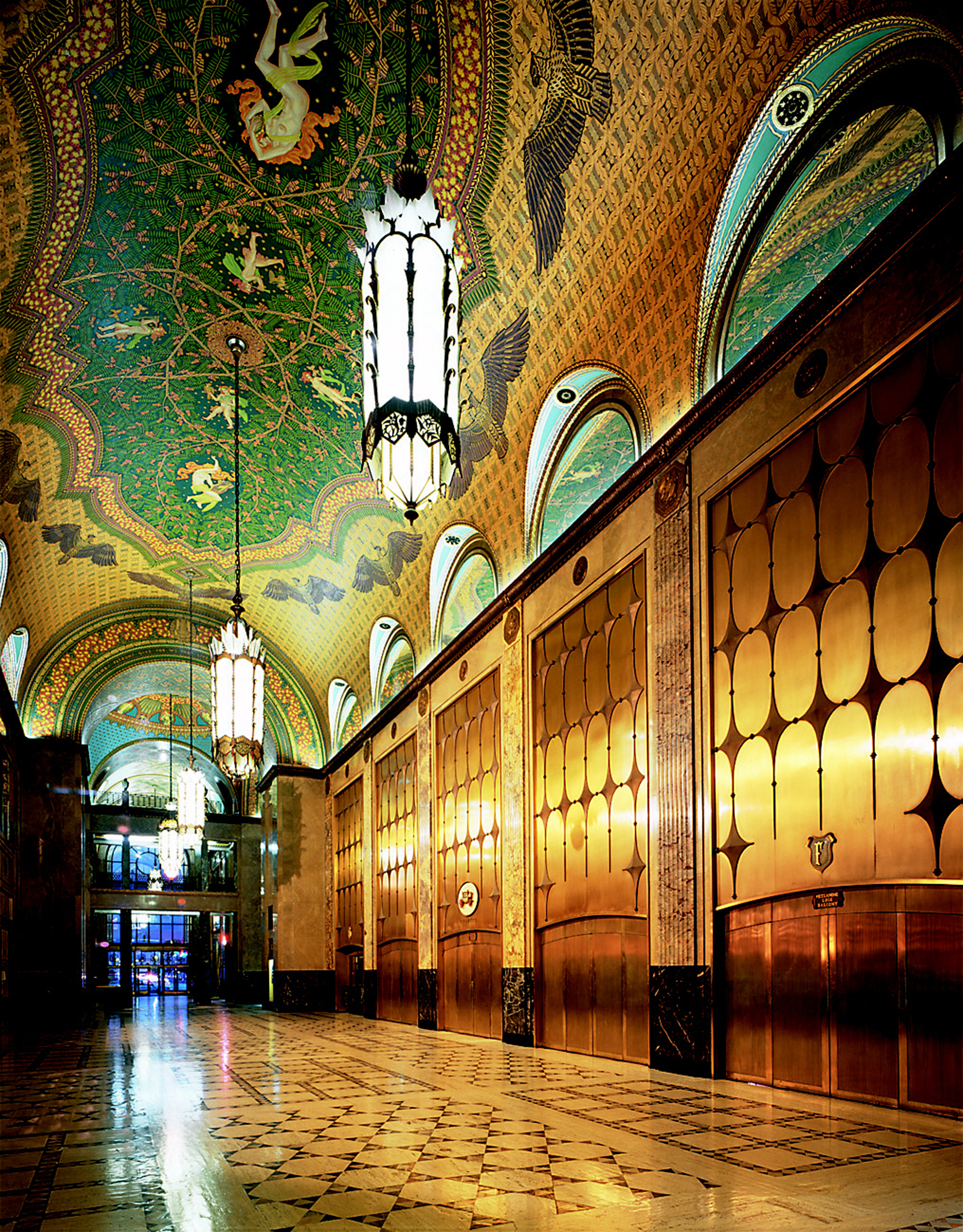
Bóveda de cañón en el teatro